# Hosidia
Hosidia é um gênero de mariposa pertencente à família Crambidae.